# Darryl F. Zanuck
Darryl Francis Zanuck (Wahoo, Nebrasca, 5 de setembro de 1902 — Palm Springs, Califórnia, 22 de dezembro de 1979) foi um produtor, roteirista e cineasta estadunidense. Junto com Joseph Schenck, ele fundou o estúdio de cinema 20th Century Fox.
Antes disso, Zanuck era proprietário da Fox Film Corporation, que, em 1935, fundiu-se com a próspera produtora Twentieth Century Pictures, liderada por Schenck. A fusão resultou na criação da Twentieth Century Fox Film Corporation, a reorganização fez de Schenck o presidente do conselho de administração e levou Zanuck a se tornar vice-presidente da companhia, com a responsabilidade de supervisionar a produção de filmes.

## Início da vida
Darryl Zanuck nasceu em Wahoo, Nebraska, filho de Louise (née Torpin) e Frank Zanuck, que possuía e administrava um hotel na cidade. Ele tinha ascendência parcialmente suíça e foi criado como protestante. Aos seis anos, ele e sua mãe mudaram-se para Los Angeles, e, aos oito anos, Zanuck encontrou seu primeiro trabalho como figurante. No entanto, seu pai não aprovou essa escolha e o chamou de volta para Nebraska. Em 1917, apesar de ter apenas 15 anos, Zanuck enganou um recrutador e se alistou no Exército dos Estados Unidos, indo combater na Bélgica durante a Primeira Guerra Mundial.
Desde muito jovem, Zanuck começou a escrever roteiros e enredos para filmes, criando histórias para o famoso cão Rin Tin Tin. Sob vários pseudônimos, ele escreveu mais de 40 roteiros entre 1924 e 1929, incluindo títulos como Red Hot Tires (1925) e Old San Francisco (1927). Em 1929, Zanuck tornou-se diretor de produção na Warner Bros., e, em 1931, foi promovido a chefe de produção do estúdio, consolidando sua posição na indústria cinematográfica.

## 20th Century-Fox
Em 1933, Zanuck deixou a Warner Bros. após uma disputa salarial com o chefe do estúdio, Jack Warner. Poucos dias depois, ele se associou a Joseph Schenck para formar a Twentieth Century Pictures, com o apoio financeiro de Nicholas Schenck, irmão de Joseph, e de Louis B. Mayer, presidente da Loew's Inc. e chefe de estúdio da Metro-Goldwyn-Mayer (MGM), além de William Goetz e Raymond Griffith. Durante esse período de 1933 a 1935, a 20th Century se destacou como o estúdio independente de maior sucesso da sua época, quebrando recordes de bilheteira com 18 de seus 19 filmes, todos lucrativos. Entre os principais sucessos desse período estão Clive of India (1935), Les Misérables (1935) e The House of Rothschild (1934).
Após uma disputa com a United Artists sobre a posse de ações, Schenck e Zanuck negociaram e adquiriram os estúdios da Fox em 1935, formando a 20th Century-Fox. Zanuck tornou-se vice-presidente de produção nesse novo estúdio, adotando uma abordagem prática, envolvendo-se profundamente em roteiros, edição de filmes e produção.
Ao longo de sua carreira, Zanuck conquistou um feito inédito, que nunca foi repetido: recebeu três troféus Irving G. Thalberg, concedidos pela Academia de Artes e Ciências Cinematográficas, em 1937, 1944 e 1950.
Em 1947, Zanuck ganhou o Oscar de Melhor Filme por Gentleman's Agreement (título em Portugal e Brasil: "A Luz É para Todos"), um filme que abordava questões de preconceito e antissemitismo.

## Últimos anos
Durante a década de 1950, Darryl Zanuck se retirou do comando da 20th Century Fox para se concentrar em produções independentes na Europa. No entanto, ele retornaria ao estúdio em 1962, substituindo Spyros Skouras após divergências entre os dois produtores, especialmente em relação ao filme The Longest Day. Zanuck, além de supervisionar a produção, também dirigiu algumas cenas do épico de guerra, assim como fez em Cleópatra (1963).
Ao reassumir o controle da 20th Century Fox, Zanuck nomeou seu filho, Richard D. Zanuck, como chefe de produção. Juntos, pai e filho dirigiram o estúdio com mão de ferro até 1969, período durante o qual enfrentaram grandes desafios e também alcançaram sucessos importantes. Em maio de 1971, Zanuck finalmente se aposentou da indústria cinematográfica.

## Morte
Darryl Zanuck faleceu de pneumonia em Palm Springs, Califórnia, aos 77 anos, e foi enterrado no Cemitério Westwood Village Memorial Park, em Los Angeles, Califórnia.

## Filmografia

### Realizador
- 1928 Noah's Ark, argumentista e realizador (não creditado).
- 1962 The Longest Day("O dia mais longo"), (não creditado).
- 1963 Cleopatra, realizado por Joseph L. Mankiewicz e Darryl Francis Zanuck (não creditado), com Elizabeth Taylor e Richard Burton.
- 1968 D-Day Revisited, argumentista e realizador.

### Argumentista
- Argumentista de 59 filmes entre 1922 e 1968, vários dos primeiros primeiros assinados sob os pseudónimos de Gregory Rogers, Melville Crossman ou Mark Canfield.

### Produtor
Produtor de 195 filmes entre 1925 e 1970, nomeadamente:
- 1931 - Little Caesar, (cenários também de Zanuck).
- 1936 - Pigskin Parade, de David Butler
- 1940 - Down Argentine Way, de Irving Cummings.
- 1942 - This Above All, de Anatole Litvak.
- 1942 - To the Shores of Tripoli, de H. Bruce Humberstone.
- 1944 - Wilson, de Henry King.
- 1947 - Gentleman's Agreement de Elia Kazan.
- 1947 - Forever Amber de Otto Preminger.
- 1947 - The Foxes of Harrow dirigido por John M. Stahl
- 1950 - No Way Out de Joseph L. Mankiewicz.
- 1950 - All About Eve de Joseph L. Mankiewicz.
- 1952 - The Snows of Kilimanjaro, de Henry King.
- 1953 - Beneath the 12-Mile Reef, de Robert D. Webb.
- 1956 - The King and I de Walter Lang.
- 1957 - The Sun Also Rises de Henry King.
- 1958 - The Roots of Heaven de John Huston.
- 1960 - Crack in the Mirror de Richard Fleischer, (cenários também de Zanuck).
- 1961 - The Big Gamble de Richard Fleischer.
- 1962 - The Longest Day de Ken Annakin, Andrew Marton, Bernhard Wicki e Darryl F. Zanuck (não creditado pela realização).
- 1962 - The Chapman Report de George Cukor.
- 1963 - Cleopatra de Joseph L. Mankiewicz e Darryl F. Zanuck  (não creditado pela realização).
- 1964 - The Visit de Bernhard Wicki.
- 1970 - Tora! Tora! Tora! de Richard Fleischer.